# Cai Xia

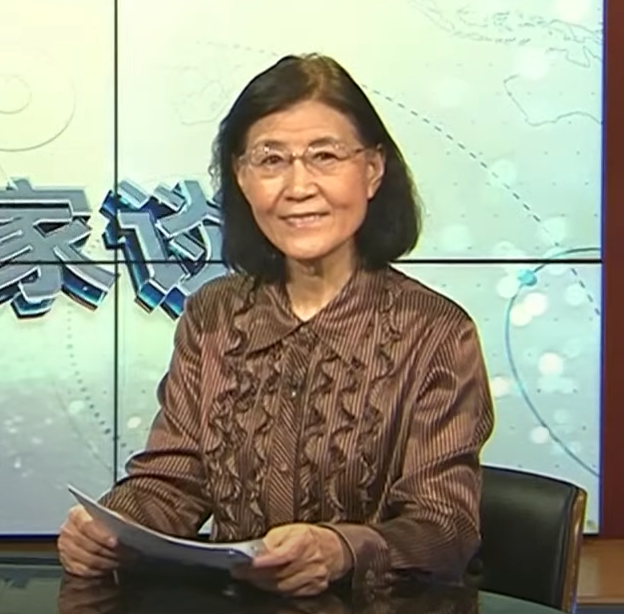
Cai Xia

Cai Xia (chinesisch 蔡霞, Pinyin Cài Xiá; geboren im Oktober 1952 in Changzhou, Provinz Jiangsu) ist emeritierte Professorin der wichtigsten Parteihochschule Chinas und outete sich im Juni 2020 als Dissidentin.
Cai Xia gehört zur „2. Roten Generation“, eine Bezeichnung für direkte Nachkommen der revolutionären Gründer der Volksrepublik China. Ihre Herkunftsfamilie diente dem chinesischen Militär.
Sie studierte Jura und promovierte 1988 an der Zentralen Parteihochschule der Kommunistischen Partei Chinas. Anschließend lehrte sie bis zu ihrer Pensionierung 2012 an der Parteihochschule. Ihre Forschungsbereiche waren marxistisch-leninistische Ideologie, Demokratie und Parteiaufbau. Heute lebt sie in den USA. Im Juni 2020 bezeichnete sie Xi Jinping als einen Mafiaboss und kritisierte den moralischen Zerfall der Partei. Sie ist der Meinung, dass die meisten Parteimitglieder in der aktuellen chinesischen Regierung auf einen Machtwechsel hoffen, jedoch nicht zu reden wagen.
Nach ihrer Kritik an Xi Jinping erhielt Cai Xia an ihrem aktuellen Wohnort in den USA wiederholt Anrufe von der Parteihochschule, sich in China persönlich der Partei zur Rede zu stellen. Cai Xia weigerte sich, weil ihre Sicherheit nicht gewährleistet ist.
Am 17. August 2020 wurde sie aus der Partei ausgeschlossen und ihr wurden die Pensionsbezüge gestrichen. Cai erklärte, sie wolle den Rechtsweg beschreiten, um gegen die Streichung ihrer Pension Einspruch zu erheben.

## Werke
- Quanqiuhua yu Zhongguo Gongchandangren jiazhiguan 全球化与中国共产党人价值观 (Globalisierung und die Werte der Kommunistischen Partei Chinas) 2002